# Посольство Катару в Україні
Посольство Катару в Києві (Qatari Embassy in Kyiv, Ukraine) — офіційне дипломатичне представництво Катару в Україні, відповідає за підтримання та розвиток відносин між Катаром та Україною.

## Історія посольства
Дипломатичні відносини між Україною та Державою Катар установлено 13 квітня 1993 року. Посольство України в Катарі відкрилось з 12 березня 2013 року.

## Посли Катару в Україні
1. Саад Мохамед Саад Аль-Кубейсі (Saad Mohamed Saad Al-Kobaisi) (2006-2009)[2], з резиденцією в Москві.
2. Ахмед Сайф Аль-Мідаді (Ahmed Saif Al-Midhadi) (2009-2013)[3]
3. Джасім Бін Рашид Мубарак Аль-Халіфа (Jassim Rashid Mubarak al Khalifa) (2013-2017)[4][5][6], з резиденцією в Києві.
4. пані Аїша Аль-Гаффарі (Aisha Al-Ghaffari) (2017-2018) т.п.[7]
5. Гаді Аль-Гаджрі (Hadi bin Nasser Mansour al-Hajri) (2018-)[8]